# LCE3E
LCE3E (англ. Late cornified envelope 3E) – білок, який кодується однойменним геном, розташованим у людей на 1-й хромосомі. Довжина поліпептидного ланцюга білка становить 92 амінокислот, а молекулярна маса — 9 507.
| 10         |  | 20         |  | 30         |  | 40         |  | 50         |
| ---------- |  | ---------- |  | ---------- |  | ---------- |  | ---------- |
| MSCQQNQKQC |  | QPPPKCPSPK |  | CPPKNPVQCL |  | PPASSGCAPS |  | SGGCGPSSEG |
| GCFLNHHRRH |  | HRCRRQRSNS |  | CDRGSGQQGG |  | GSGCCHGSGG |  | CC         |

A: Аланін

C: Цистеїн

D: Аспарагінова кислота

E: Глутамінова кислота

F: Фенілаланін

G: Гліцин

H: Гістидин

K: Лізин

L: Лейцин

M: Метіонін

N: Аспарагін

P: Пролін

Q: Глутамін

R: Аргінін

S: Серин

Задіяний у такому біологічному процесі, як кератинізація. 